# Мисливська вулиця (Київ, Осокорки)
Мисли́вська ву́лиця — зникла вулиця, що існувала в Дарницькому районі міста Києва, місцевість Осокорки. Пролягала від Дніпровоберегової до Зарічної вулиці. 
Прилучався Мисливський провулок.

## Історія
Вулиця виникла в першій половині XX століття (не пізніше кінця 1930-х років) під назвою Нова. Назву Мисливська вулиця отримала 1955 року. 
Ліквідована в 1-й половині 1980-х років у зв'язку з частковим знесенням забудови селища Осокорки та прокладанням нової магістралі — майбутнього проспекту Миколи Бажана.